# Dichonia obscurior
Dichonia obscurior là một loài bướm đêm trong họ Noctuidae.